# 名画座 (アルバム)
『名画座』（めいがざ）は、研ナオコの13枚目のオリジナルアルバム。
1984年10月21日発売。販売・発売元はキャニオン・レコード。規格品番は、C28A-0370（LPレコード）、28P-6365（CT）。

## 解説
キャッチコピーは『こわれやすい愛をやさしく悲しく。ナオコのバラード 今、名画のように。』。
前作『Again』以来、4か月ぶりのオリジナルアルバムで、シングル「泣かせて」をはじめ「夜に蒼ざめて」や「名画座」を含んだ全10曲が収録されている。
2023年10月18日に初めてCD化され、同時に音楽配信も開始された。

## ベスト・アルバムの収録
2023年に初CD化されるまでは、以下の楽曲はCD化されてベスト・アルバムに収録されている。
| 曲名        | 収録作品                    | 発売日         | 備考 |
| ----------- | --------------------------- | -------------- | ---- |
| ロマネスク  | 『BEST SELECTION』          | 1984年12月5日  |      |
| 河は流れる  | 『Naoko Sings Ballads』     | 1987年12月16日 |      |
| Bye Bye Bye | 『Naoko Sings Ballads』     | 1987年12月16日 |      |
| 東京美人    | 『シングルB面コンプリート』 | 2014年5月21日  |      |

## 収録曲

### LPレコード／コンパクトカセット
| #         | タイトル         | 作詞       | 作曲       | 編曲                               | 時間  |
| --------- | ---------------- | ---------- | ---------- | ---------------------------------- | ----- |
| 1.        | 「旅路の果て」   | 三浦徳子   | 八島順一   | - 新川博 - Brass arrange: 新田一郎 | 3:56  |
| 2.        | 「NO NO BOY」    | 福島邦子   | 福島邦子   | 奥慶一                             | 3:53  |
| 3.        | 「ロマネスク」   | 福島邦子   | 福島邦子   | 川村栄二                           | 3:55  |
| 4.        | 「東京美人」     | 福島邦子   | 福島邦子   | 船山基紀                           | 2:57  |
| 5.        | 「夜に蒼ざめて」 | 来生えつこ | 来生たかお | 甲斐正人                           | 4:28  |
| 合計時間: | 合計時間:        | 合計時間:  | 合計時間:  | 合計時間:                          | 19:09 |

| #         | タイトル        | 作詞       | 作曲       | 編曲       | 時間  |
| --------- | --------------- | ---------- | ---------- | ---------- | ----- |
| 1.        | 「泣かせて」    | 小椋佳     | 小椋佳     | 奥慶一     | 4:26  |
| 2.        | 「名画座」      | 大津あきら | 佐藤隆     | 船山基紀   | 4:15  |
| 3.        | 「蒼い秋」      | 岡田冨美子 | 伊藤銀次   | 伊藤銀次   | 5:17  |
| 4.        | 「河は流れる」  | 竜真知子   | 西島三重子 | 羽田健太郎 | 4:13  |
| 5.        | 「Bye Bye Bye」 | 稲葉喜美子 | 稲葉喜美子 | 羽田健太郎 | 3:40  |
| 合計時間: | 合計時間:       | 合計時間:  | 合計時間:  | 合計時間:  | 21:51 |

### CD／音楽配信
| #         | タイトル         | 作詞       | 作曲       | 編曲                               | 時間  |
| --------- | ---------------- | ---------- | ---------- | ---------------------------------- | ----- |
| 1.        | 「旅路の果て」   | 三浦徳子   | 八島順一   | - 新川博 - Brass arrange: 新田一郎 | 3:56  |
| 2.        | 「NO NO BOY」    | 福島邦子   | 福島邦子   | 奥慶一                             | 3:53  |
| 3.        | 「ロマネスク」   | 福島邦子   | 福島邦子   | 川村栄二                           | 3:55  |
| 4.        | 「東京美人」     | 福島邦子   | 福島邦子   | 船山基紀                           | 2:57  |
| 5.        | 「夜に蒼ざめて」 | 来生えつこ | 来生たかお | 甲斐正人                           | 4:28  |
| 6.        | 「泣かせて」     | 小椋佳     | 小椋佳     | 奥慶一                             | 4:26  |
| 7.        | 「名画座」       | 大津あきら | 佐藤隆     | 船山基紀                           | 4:15  |
| 8.        | 「蒼い秋」       | 岡田冨美子 | 伊藤銀次   | 伊藤銀次                           | 5:17  |
| 9.        | 「河は流れる」   | 竜真知子   | 西島三重子 | 羽田健太郎                         | 4:13  |
| 10.       | 「Bye Bye Bye」  | 稲葉喜美子 | 稲葉喜美子 | 羽田健太郎                         | 3:40  |
| 合計時間: | 合計時間:        | 合計時間:  | 合計時間:  | 合計時間:                          | 41:00 |

## 楽曲解説

### SIDE A
1. 旅路の果て
2. NO NO BOY
3. ロマネスク
4. 東京美人
  - シングル「名画座」のB面曲。
5. 夜に蒼ざめて
  - 34thシングル。アルバム『スタンダードに悲しくて』に収録されている楽曲のリミックス。

### SIDE B
1. 泣かせて
  - 33rdシングル。
  - リリースする前年に『第34回NHK紅白歌合戦』に出場し、同曲を披露した[7]。
  - 作詞と作曲を手がけた小椋佳が、1983年にリリースしたシングル「花遊戯」のB面曲としてセルフカバーしている。
2. 名画座
  - 35thシングル。
  - 同年の『第35回NHK紅白歌合戦』に出場し同曲を披露した[8]。
  - 作曲を手がけた佐藤隆が、1985年にリリースしたシングル「カルメン」のB面曲としてセルフカバーしている。
3. 蒼い秋
4. 河は流れる
5. Bye Bye Bye
  - 作詞と作曲を手がけた稲葉喜美子が、1984年にリリースしたアルバム『朝未明』[9]でセルフカバーしている。